# Ernst Röver

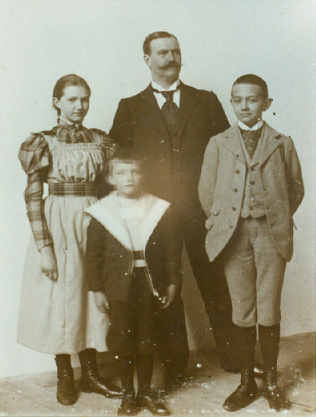
Familie Ernst Röver (1898)

Ernst Röver, eigentlich Friedrich Wilhelm Ernst Röver, (* 3. September 1857 in Meierhof bei Stade; † 22. März 1923 in Hausneindorf, Kreis Quedlinburg) war ein deutscher Orgelbauer der Spätromantik im letzten Viertel des 19. und zu Beginn des 20. Jahrhunderts.

## Leben
Ernst Röver stammte als Sohn von Johann Hinrich Röver und jüngerer Bruder von Carl Johann Heinrich Röver aus einer Orgelbauerfamilie in Stade, die in Norddeutschland regionale Bedeutung erlangt hatte. Beide Brüder erlernten den Orgelbau bei ihrem Vater und stiegen 1877 ohne Wanderjahre in den väterlichen Betrieb ein, der seitdem unter dem Namen „Johann Hinrich Röver & Söhne OHG“ firmierte. Nach dem Ausstieg von Ernst Röver führte Heinrich Röver das Unternehmen noch bis 1926 fort, als es erlosch.
Ernst Röver heiratete 1883 seine erste Frau Gertrud († 1886), mit der er einen Sohn Ernst junior (1884–1963) und eine Tochter Gertrud hatte. Mit seiner zweiten Frau, Luise († 1928), hatte er den Sohn Hans (1890–1917) und die Zwillingstöchter Charlotte, die mit einem Jahr starb, und Irmgard (1901–1980).
Als Emil Reubke, Sohn von Adolf Reubke, 1884 starb, übernahm Röver dessen Firma in Hausneindorf und verließ Stade. In der Folgezeit erlebte die Firma einen starken Aufschwung. Im Jahr 1890 wurden eine große Fertigungshalle und ein zweigeschossiger „Orgel-Saal“ fertiggestellt. Die Firma stellte auf Dampfbetrieb um und führte die Serienproduktion von Einzelteilen ein. Zu Beginn des Ersten Weltkriegs waren 25 Mitarbeiter angestellt.
Weder sein Sohn Ernst junior noch Hans wurden Orgelbauer. In den Jahren 1916 bis 1919 entstanden die letzten beiden Orgeln. Danach sind nur noch Wartungsarbeiten und Reparaturen nachgewiesen. Ernst Röver erlag den Folgen eines Schlaganfalls. Kurz darauf erlosch die Firma. Irmgard Röver hütete die geschlossene Werkstatt, konnte aber keinen Interessenten für den Nachlass finden, der nach ihrem Tod zum großen Teil entsorgt wurde.

## Werk
Ernst Röver war an Weiterentwicklungen im Orgelbau interessiert und experimentierte an technischen Verbesserungen im Bereich der Windlade und der Traktur. Auf diese Weise entstand eine neuartige Transmissionsvorrichtung, eine Registerklaviatur, eine pneumatische Kombinationseinrichtung und eine Kastenlade auf der Grundlage der Röhrenpneumatik. Johann Hinrich Röver hatte bei Peter Tappe die ersten Kastenladen kennen gelernt, die er und seine Söhne in Stade weiterentwickelten. Nachdem diese kanzellenlose Windlade 1886 ausgereift war, verwendete Ernst Röver sie zeitlebens. Nach der Einführung der pneumatischen Traktur 1880 in der Stader Werkstatt reduzierte Ernst Röver die Tonverzögerungen, indem er statt des Zustroms das Abstrom-Prinzip zugrunde legte.
Nach dem Tod Reubkes vollendete Röver dessen großen Neubau in der St.-Gertrud-Kirche in Hamburg-Uhlenhorst (III/P/46) mit der neuartigen pneumatischen Kastenlade. Dies verschaffte ihm zahlreiche Folgeaufträge. Bis 1921 entstanden allein im Hamburger Raum an die 50 Neubauten. Während der sieben Jahre der gemeinsamen Stader OHG entstanden 20 neue Orgeln und in den 35 Jahren in Hausneindorf (1884–1919) mehr als 200 Orgelneubauten. Spätestens ab 1893 wurden fünf und ab 1911 je zehn Instrumente pro Jahr gebaut. Nach 1911 ging die Produktion stark zurück. Die Werkstatt verlagerte sich auf den Bau von motorisierten Flugzeugen und funkgesteuerten Torpedos für die Rüstungsindustrie. Von den insgesamt 78 erhaltenen Werken stehen 57 in der preußischen Provinz Sachsen, dem heutigen Sachsen-Anhalt.
Charakteristisch für seine romantischen Orgelwerke ist die hohe Anzahl an Grundstimmen und die Beschränkung auf drei Manuale. Röver verwendete hochwertige Materialien und erreichte mit seinen Entwicklungen eine hohe Funktionssicherheit und Störunanfälligkeit. Die größte von Röver gebaute Orgel mit drei Manualen und 101 Registern entstand 1891 für die Nikolaikirche (Hamburg) und wurde beim Bombenangriff auf Hamburg 1943 zerstört. Auch seine andere Großorgel im Dom zu Magdeburg, die über 100 Register verfügte, überstand wie viele anderer seiner Werke den Zweiten Weltkrieg nicht. Nur eine einzige Orgel Rövers wurde ins Ausland exportiert, ein Instrument von 1898 für die deutsch reformierte Gemeinde in Moskau (III/P/38).

## Werkliste (Auswahl)
Die Liste umfasst alle erhaltenen Orgeln Rövers sowie einige repräsentative Instrumente, die zerstört oder ersetzt wurden.
Kursivschreibung zeigt an, dass die Orgel nicht oder nur noch das historische Gehäuse erhalten ist. In der fünften Spalte bezeichnet die römische Zahl die Anzahl der Manuale und ein großes „P“ ein selbstständiges Pedal. Die arabische Zahl gibt die Anzahl der klingenden Register an. Die letzte Spalte bietet Angaben zum Erhaltungszustand oder zu Besonderheiten.
| Jahr         | Ort                      | Gebäude                                           | Bild | Manuale | Register | Anmerkungen |
| ------------ | ------------------------ | ------------------------------------------------- | ---- | ------- | -------- | --- |
| 1884         | Lüneburg                 | Realschule                                        |      | II/P    | 9        | nicht erhalten |
| 1885         | Badeborn                 | St. Viti                                          |      | II/P    | 20       | Umbau der Orgel von Reubke (1880); vollständig erhalten |
| 1885         | Hohenleipisch            | Dorfkirche                                        |      | II/P    | 14       | erhalten |
| 1885         | Neinstedt                | Lindenhofskirche                                  |      | II/P    | 17       | Den Orgelprospekt schuf Holzbildhauer Gustav Kuntzsch, Wernigerode. 1931 auf II/P/19 erweitert; 2018 Abschluss der mehrjährigen, am Originalzustand orientierten Restaurierung der Orgel von Vogtländischer Orgelbau Thomas Wolf. |
| 1886         | Warnstedt (Thale)        | St. Georg                                         |      | II/P    | 14       | Opus 7; 1980 abgebaut; 1986 Umsetzung in die neuapostolische Kirche nach Aken (Elbe); 2017 Umsetzung in die St.-Konrad-Kirche in Aken; erhalten                                                                                   |
| 1888         | Quedlinburg              | St. Benedikti                                     |      | III/P   | 52       | Opus 10; 1943 etwas umdisponiert; weitgehend erhalten, Orgel |
| 1889         | Nordleda                 | St. Nicolai                                       |      | II/P    | 20       | Opus 15; vollständig erhalten |
| 1889         | Gatersleben              | St. Stephani                                      |      | II/P    | 27       | Umbau der Orgel von Reubke (1854); vollständig erhalten |
| 1890         | Berßel                   | St. Petri und Pauli                               |      | II/P    | 18       | vollständig erhalten |
| 1890         | Ulzigerode               | St. Peter und Paul                                |      | II/P    | 15       | Opus 21; vollständig erhalten |
| 1891         | Hamburg                  | Nikolaikirche                                     |      | III/P   | 101      | Rövers größte Orgel; am 28. Juli 1943 Kirche mit Orgel zerstört |
| 1891         | Weddersleben             | St. Michael                                       |      | II/P    | 18       | vollständig erhalten |
| 1891         | Kloster Michaelstein     | Instrumentenmuseum                                |      | I       | 4        | Hausorgel Rövers; erhalten und derzeit eingelagert bei Orgelbau Reinhard Hüfken |
| 1889–1892    | Nordleda                 | St. Nicolai                                       |      | II/P    | 20       | 2003 restauriert; fast vollständig erhalten |
| 1892         | Hausneindorf             | St. Petri                                         |      | II/P    | 25       | 1914 von Röver auf II/P/29 erweitert; erhalten |
| 1892         | Opperode                 | St. Petrus                                        |      | II/P    | 9        | erhalten, aber derzeit unspielbar |
| 1893         | Egeln                    | Kloster Marienstuhl, Kirche                       |      | II/P    | 26       | 1953 und 1973 Umbauten; verändert erhalten |
| 1893         | Hamburg-Fuhlsbüttel      | St. Lukas                                         |      | II/P    | 20       | 1938 ersetzt |
| 1894         | Berlin                   | St. Bonifacius                                    |      | II/P    | 14       | Opus 40; Verbleib unbekannt |
| 1894         | Hornburg                 | Beatae Mariae Virginis                            |      | II/P    | 25       | hinter dem Prospekt von Christoph Cuntzius 1706; mehrfach umgebaut, verändert erhalten |
| 1894         | Sterley                  | St. Johannis                                      |      | II/P    | 18       | Opus 42; erhalten; 1960 umgebaut; 1977 restauriert |
| 1894         | Blumberg (Arzberg)       | Ev. Kirche                                        |      | II/P    | 10       | derzeit unspielbar; vollständig erhalten |
| 1894         | Riesigk                  | Ev. Kirche                                        |      | I/P     | 6        | nach Renovierung seit 2017 wieder spielbar; fast vollständig erhalten; die Prospektpfeifen wurden 1914 kriegsbedingt entnommen, sie wurden zwischenzeitlich ersetzt und 2017 vollständig erneuert                                 |
| 1894         | Groß Börnecke            | St. Laurentius                                    |      | II/P    | 19       | umdisponiert erhalten |
| 1894         | Nachterstedt             | St. Nikolai                                       |      | II/P    | 19       | 1949 abgebaut und eingelagert; teilweise erhalten |
| 1895         | Preußlitz                | Ev. Kirche                                        |      | II/P    | 14       | vollständig erhalten |
| 1895         | Berlin                   | Kaiser-Friedrich-Gedächtniskirche                 |      | III/P   | 51       | Den Orgelprospekt schuf Holzbildhauer Gustav Kuntzsch, Wernigerode. Die Orgel wurde 1929 ersetzt und ist nicht erhalten. |
| 1896         | Aderstedt (Huy)          | Dorfkirche                                        |      | II/P    | 23       | in barockem Gehäuse von Christoph Gloger (1707); erhalten |
| 1896         | Pinneberg                | Christuskirche                                    |      | II/P    | 19       | 1956 und 1968 von Kemper eingreifend umgebaut, etwa 6 Röver-Register in der Baumhoer-Orgel von 2014 integriert |
| 1896         | Hamburg                  | Schröderstift                                     |      | II/P    | 18       | 1954 Umgestaltung durch Rudolf von Beckerath, heute im Orgelzentrum Valley, Mittelbild von Cesare Mussini. |
| 1896         | Bömenzien                | Ev. Kirche                                        |      | II/P    | 12       | vollständig erhalten |
| 1897         | Leipzig                  | Johanniskirche                                    |      | III/P   | 52       | 1931 erweitert; 1943 zerstört |
| 1898         | Könnigde                 | Dorfkirche                                        |      | II/P    | 8        | derzeit nicht spielbar; vollständig erhalten |
| 1898         | Kalbe (Milde)            | St. Nikolai                                       |      | II/P    | 19       | vollständig erhalten |
| 1898         | Altenbeichlingen         | St. Bonifatius                                    |      | II/P    | 17       | 2008 restauriert; erhalten |
| 1898         | Moskau                   | Deutsch-reformierte Kirche                        |      | III/P   | 38       | 2010 restauriert; erhalten |
| 1898         | Holzhausen (Bismark)     | Ev. Kirche                                        |      | I/P     | 6        | bis auf Prospekt erhalten |
| 1898?        | Witzeeze                 | Katharinenkapelle                                 |      | II/P    | 8        | erhalten |
| 1899         | Wuppertal-Barmen         | Barmer Stadthalle                                 |      | III/P   | 44       | 1921 Umsetzung nach St. Martini (Halberstadt), 2012 Einlagerung in St.-Stephani-Kirche (Calbe); teils erhalten |
| 1899         | Zerbst/Anhalt            | St. Bartholomäi                                   |      | III/P   | 42       | 1945 zerstört |
| 1899         | Harzgerode               | St. Marien                                        |      | II/P    | 24       | umdisponiert erhalten |
| 1899         | Wilnsdorf-Rödgen         | St. Johannes Baptist                              |      | II/P    | 17       | 1958 umdisponiert; erhalten |
| 1899         | Aderstedt (Bernburg)     | St. Paul                                          |      | II/P    | 11       | erhalten |
| 1900         | Büchen                   | Marienkirche                                      |      | II/P    | 19       | erhalten |
| 1900         | Frose                    | Stiftskirche St. Cyriakus                         |      | II/P    | 19       | Umbau der Vorgängerorgel; derzeit unspielbar; erhalten |
| 1900         | Aken (Elbe)              | St. Nikolai                                       |      | II/P    | 25       | 1985 von St. Marien umgesetzt und etwas umdisponiert; erhalten |
| 1900         | Magdeburg                | Domgymnasium Magdeburg                            |      | II/P    | 15       | als Interimsorgel gebaut; weitgehend erhalten |
| 1900         | Hamburg-Othmarschen      | Christuskirche                                    |      | II/P    | 15       | Opus 87; 1930, 1936, 1967 Umbauten; seit 2003 erweitert auf II/P/19 in Leiberg (Bad Wünnenberg), St. Agatha; erhalten |
| 1901         | Halberstadt              | Dom zu Halberstadt                                |      | III/P   | 66       | Neubau hinter dem Prospekt von Herbst (Familie); nur Teile erhalten. |
| 1901         | Giersleben               | Gnadenkirche                                      |      | II/P    | 23       | Prospektpfeifen während des Ersten Weltkrieges eingeschmolzen, 2007 restauriert; erhalten |
| 1901         | Nordhausen               | St. Nikolai                                       |      | III/P   | 42       | 1935 durch P. Furtwängler & Hammer umgebaut, Kirche und Orgel wurden bei der Bombardierung Nordhausens im Zweiten Weltkrieg zerstört.                                                                                             |
| 1901         | Quedlinburg              | St. Blasii                                        |      | II/P    | 30       | hinter barockem Prospekt; weitgehend erhalten |
| 1902         | Halberstadt              | St. Martini                                       |      | III/P   | 44       | ursprünglich für die Stadthalle Barmen; seit 1921 in St. Martini hinter dem frühbarocken Prospekt der Gröninger Orgel von David Beck (1596); 1945 schwer beschädigt.                                                              |
| 1902         | Magdeburg                | Martinskirche                                     |      | III/P   | 36       | nicht erhalten |
| 1902         | Bernburg (Saale)         | Marienkirche                                      |      | III/P   | 36       | 1992 abgebaut, nicht erhalten |
| 1902         | Förderstedt              | St. Petri                                         |      | II/P    | 17       | vollständig erhalten |
| 1902         | Wanzleben                | Stadtkirche St. Jacobi                            |      | II/P    | 30       | vollständig erhalten |
| 1902         | Werna                    | Stadtkirche St. Jacobi                            |      | II/P    | 12       | 1989 Abbau, 2006 Aufstellung in Kloster Rohr (Thüringen); vollständig erhalten |
| 1902         | Groß Börnecke            | St. Clemens                                       |      | II/P    | 25       | vandaliert; derzeit unspielbar |
| 1903         | Ditfurt                  | St. Bonifatius                                    |      | II/P    | 33       | vollständig erhalten |
| 1903         | Wismar                   | St. Marien                                        |      | III/P   | 59       | nicht erhalten |
| 1903         | Griebo                   | St. Johannis                                      |      | II/P    | 13       | erhalten |
| 1903         | Hamburg-Wandsbek         | Christuskirche                                    |      | II/P    | um 35    | nicht erhalten |
| 1903         | Gera                     | Salvatorkirche                                    |      | II/P    | 36       | 1957 umdisponiert, 1998–2003 Restaurierung; erhalten |
| 1903         | Gröningen                | St. Cyriaci                                       |      | II/P    | 13       | vollständig erhalten |
| 1904         | Aspenstedt               | St. Urbani                                        |      | II/P    | 15       | hinter barockem Gehäuse von J. M. Schlesier (1756); vollständig erhalten |
| 1904         | Hamburg-Neustadt         | Englische Kirche                                  |      | II/P    | 22       | 1946 und 1997 Umbauten; erhalten |
| 1905         | Hakeborn                 | St. Alexandri                                     |      | II/P    | 21       | Umbau der Orgel von Reubke (1875); vollständig erhalten |
| 1905         | Gröningen                | St. Martini                                       |      | II/P    | 29       | vollständig erhalten |
| 1905 (1907?) | Völpke                   | Herz-Jesu-Kirche                                  |      | II/P    | 12       | vollständig erhalten |
| 1906         | Rodersdorf (Wegeleben)   | St. Blasius                                       |      | II/P    | 12       | umdisponiert erhalten |
| 1906         | Quedlinburg              | St. Johannis                                      |      | II/P    | 27       | Das Orgelgehäuse schuf Holzbildhauer Gustav Kuntzsch, Wernigerode. vollständig erhalten |
| 1906         | Magdeburg                | Dom                                               |      | III/P   | 100      | bei einem Tieffliegerangriff Anfang 1945 weitgehend zerstört und anschließend abgetragen. Pfeifen für den Bau der Alexander-Schuke-Orgel von 1949 im Remter des Domes eingeschmolzen                                              |
| 1907         | Magdeburg                | Marien-Kirche (Kloster „Unserer Lieben Frau“)     |      | III/P   | 38       | 1945 bei Luftangriff beschädigt und später abgetragen |
| 1907         | Aschersleben             | St.-Stephani-Kirche                               |      | III/P   | 52       | Neubau in dem Gehäuse und unter Einbeziehung von acht Registern von Johann Friedrich Schulze (1855); Disposition 1940–1944 durch Palandt & Sohnle verändert, 1993 weitere Veränderungen, 2007 Rekonstruktion                      |
| 1907         | Uthleben                 | St. Petrus                                        |      | II/P    | 16       | derzeit unspielbar; vollständig erhalten |
| 1907         | Hamburg-Heimfeld         | Pauluskirche                                      |      | II/P    | 28       | 1955 eingreifender Umbau; erhalten |
| 1907         | Lamstedt                 | St.-Bartholomäus-Kirche                           |      | II/P    | 28       | Ersetzte eine Orgel von Arp Schnitger (II/P/21). Nachdem 1948 ein Orgelbauer die Hälfte der Röver-Register veruntreut hatte, baute Kemper 1955 die pneumatische Orgel in eine mit mechanischer Traktur um. 1958 Abbau.            |
| 1908         | Daaden                   | Ev. Kirche                                        |      | II/P    | 30       | vollständig erhalten |
| 1908         | Hamburg-Mitte            | Gymnasium Klosterschule                           |      | II/P    | 14       | 1971 eingreifender Umbau; erhalten |
| 1908         | Gera-Roschütz            | St.-Nikolaus-Kirche                               |      | II/P    | 13       | umdisponiert erhalten |
| 1909         | Hamburg-Rotherbaum       | Logenhaus                                         |      | II/P    | 19       | umdisponiert erhalten |
| 1909         | Magdeburg-Rothensee      | Reformationskirche                                |      | II/P    | 14       | vollständig erhalten |
| 1909         | Mühlhausen/Thüringen     | Georgikirche                                      |      | II/P    | 27       | erhalten |
| 1909?        | Hamburg-Bergedorf        | Hasse-Aula                                        |      | II/P    | 10       | 1953 Umbau; erhalten |
| 1910         | Kremkau                  | Ev. Kirche                                        |      | II/P    | 10       | mindestens seit 1990 unspielbar; vollständig erhalten; seit 2018 umfassend saniert und seit Juli 2019 vollständig wiederhergestellt und spielbar                                                                                  |
| 1910         | Medingen (Bad Bevensen)  | St. Mauritius                                     |      | II/P    | 15       | 1966 Umbau; erhalten |
| 1910/1911    | Nordhausen               | St. Maria im Tale                                 |      | II/P    | 18       | weitgehend erhalten, aber seit 2015 nicht mehr spielbar |
| 1911         | Nordhausen               | St. Blasii                                        |      | II/P    | 30       | 1929 durch neue Orgel ersetzt, Röver verwendet Pfeifenwerk der Vorgängerorgel weiter. Orgel |
| 1911         | Wismar                   | Georgenkirche                                     |      | III/P   | 51       | 1945 zerstört |
| 1911         | Stendal                  | Dom St. Nikolaus                                  |      | IV/P    | 71       | einzige viermanualige Orgel Rövers, elektropneumatisches Fernwerk auf dem Kirchenboden; nicht erhalten |
| 1911         | Hamburg-Eppendorf        | Oberrealschule, heute Gymnasium Eppendorf         |      | II/P    | 11       | 1967 Umbau, neuer Spieltisch; erhalten |
| 1911         | Hoym                     | St. Johannis                                      |      | II/P    | 19       | vollständig erhalten (möglicherweise umgebaute Rühlmann-Orgel von 1882) |
| 1911         | Friedrichsbrunn          | Bonhoefferkirche                                  |      | II/P    | 12       | Umbau einer Orgel aus dem 19. Jahrhundert, 1937 umdisponiert; erhalten |
| 1912         | Egeln                    | St. Katharinen                                    |      | II/P    | 17       | 1949 nach Sudenburg umgesetzt, 1994 nach Weferlingen und 2007 nach Großmühlingen eingelagert; teilweise erhalten |
| 1912         | Gommern                  | St. Trinitatis                                    |      | II/P    | 21       | 1970 Umbau; erhalten |
| 1912         | Dardesheim               | St. Stephani                                      |      | II/P    | 29       | derzeit teilweise ausgelagert; vollständig erhalten |
| 1912         | Derben                   | Ev. Kirche                                        |      | II/P    | 10       | derzeit unspielbar; vollständig erhalten |
| 1912         | Haldensleben             | Lehrerseminar                                     |      | II/P    | 13       | 1947 umgesetzt nach St. Marien; 1970 Umbau; erhalten |
| 1913         | Alsleben (Saale)         | St. Cäcilien                                      |      | III/P   | 38       | nach Brand 1972 nur teilweise erhalten |
| 1913         | Altscherbitz             | Kirche des Sächsischen Krankenhauses Altscherbitz |      | II/P    | 19       | vollständig erhalten |
| 1913         | Egeln                    | St. Christophorus                                 |      | II/P    | 28       | umgebaut erhalten |
| 1913         | Groß Schwechten          | Ev. Kirche                                        |      | II/P    | 11       | vollständig erhalten |
| 1914         | Quedlinburg              | St. Nikolai                                       |      | II/P    | 33       | hinter Prospekt von Johann Friedrich Schulze (1849); mehrfach umgebaut (heute II/P/30); erhalten |
| 1914         | Bismark (Altmark)-Klinke | Ev. Kirche                                        |      | II/P    | 9        | derzeit unspielbar; vollständig erhalten |
| 1914         | Neuwegersleben           | Ev. Kirche                                        |      | II/P    | 10       | vollständig erhalten |
| 1914         | Halberstadt              | St. Andreas                                       |      | III/P   | 48       | 1945 zerstört |
| 1916         | Magdeburg-Altstadt       | Kathedrale St. Sebastian                          |      | III/P   | 45       | 1959 durch Neubau von Schuster ersetzt; 5 Pedalregister und Großteil der Kastenladen Rövers wurden integriert und sind erhalten; 2001 nach Dębica verkauft                                                                        |
| 1916–1919    | Aschersleben             | Heilig-Kreuz-Kirche                               |      | III/P   | 37       | letzte Orgel Rövers; in barockem Gehäuse von 1738; 1944 und 1979 Umbauten, 2007 Rekonstruktion; erhalten |
| ?            | Wernigerode              | Neuapostolische Kirche                            |      | II/P    | 14       | für unbekannten Ort gebaut; 1970 umgebaut und umgesetzt; erhalten |